# باناجيوتيس فاسولاس
باناجيوتيس فاسولاس (باليونانية: Παναγιώτης Φασούλας)‏ مواليد 12 مايو 1963 في سالونيك، هو لاعب كرة سلة يوناني سابق. مثّل منتخب بلاده. شارك في دورة الألعاب الأولمبية الصيفية سنة 1996. حقق المركز الأول في بطولة أمم أوروبا لكرة السلة 1987. دخل قاعة مشاهير الاتحاد الدولي لكرة السلة.

## الإنجازات

### النادي
- الدوري الأوروبي لكرة السلة: 1 (مع نادي أولمبياكوس لكرة السلة: 1996–97)
- كأس سابورتا: 1 (1990–91)
- الدوري اليوناني لكرة السلة: 5 ( 1991–92 1993–94، 1994–95، 1995–96، 1996–97)

### المنتخب
- بطولة أمم أوروبا لكرة السلة 1987:  ذهبية
- بطولة أمم أوروبا لكرة السلة 1989:  فضية

### فردية
- قاعة مشاهير الاتحاد الدولي لكرة السلة: (2016)

## روابط خارجية
- باناجيوتيس فاسولاس على موقع الاتحاد الدولي لكرة السلة (الإنجليزية)
- باناجيوتيس فاسولاس على موقع سبورتس رفرنس (الإنجليزية)
- باناجيوتيس فاسولاس على موقع كرة السلة الأوروبية.كوم (الإنجليزية)
- باناجيوتيس فاسولاس على موقع كلية كرة السلة في سبورتس رفرنس.كوم (الإنجليزية)
- باناجيوتيس فاسولاس على موقع ريلجم (الإنجليزية)
- باناجيوتيس فاسولاس على موقع سبورتس رفرنس (الإنجليزية)
- باناجيوتيس فاسولاس على موقع اللجنة الأولمبية الدولية (الإنجليزية)
- باناجيوتيس فاسولاس على موقع أوليمبيديا (الإنجليزية)